# Leucanthemum lacustre
Leucanthemum lacustre é uma espécie de planta com flor pertencente à família Asteraceae. 
A autoridade científica da espécie é (Brot.) Samp., tendo sido publicada em Lista Especies Herb. Portugues 132. 1913.

## Portugal
Trata-se de uma espécie presente no território português, nomeadamente em Portugal Continental e no Arquipélago dos Açores.

## Protecção
Não se encontra protegida por legislação portuguesa ou da Comunidade Europeia.